# Municipio de Roman
El municipio de Roman (en búlgaro: Община Роман) es un municipio búlgaro perteneciente a la provincia de Vratsa.
En 2011 tiene 6223 habitantes, el 39,5% búlgaros y el 6,01% gitanos. Casi la mitad de la población del municipio vive en la capital municipal Roman.
Se ubica en la esquina suroriental de la provincia.

## Localidades
Comprende la ciudad de Roman y los siguientes doce pueblos:
- Dolna Beshovitsa
- Kámeno Pole
- Karash
- Kuninó
- Kurnovo
- Márkovo Ravnishte
- Rádovene
- Sino Bardo
- Sredni Rat
- Stoyánovtsi
- Strupets
- Hubavene